# Roland/2024
Deze pagina geeft een overzicht van de vrouwenwielerploeg Roland in 2024.

## Algemeen
Algemeen manager: Ruben Contreras
Ploegleiders: Cédric Bugnon, Jochen Dornbusch, Florent Horeau, Loïc Hugentobler, Sergey Klimov
Fietsmerk: Pinarello
Kleding: Q36.5

## Renners

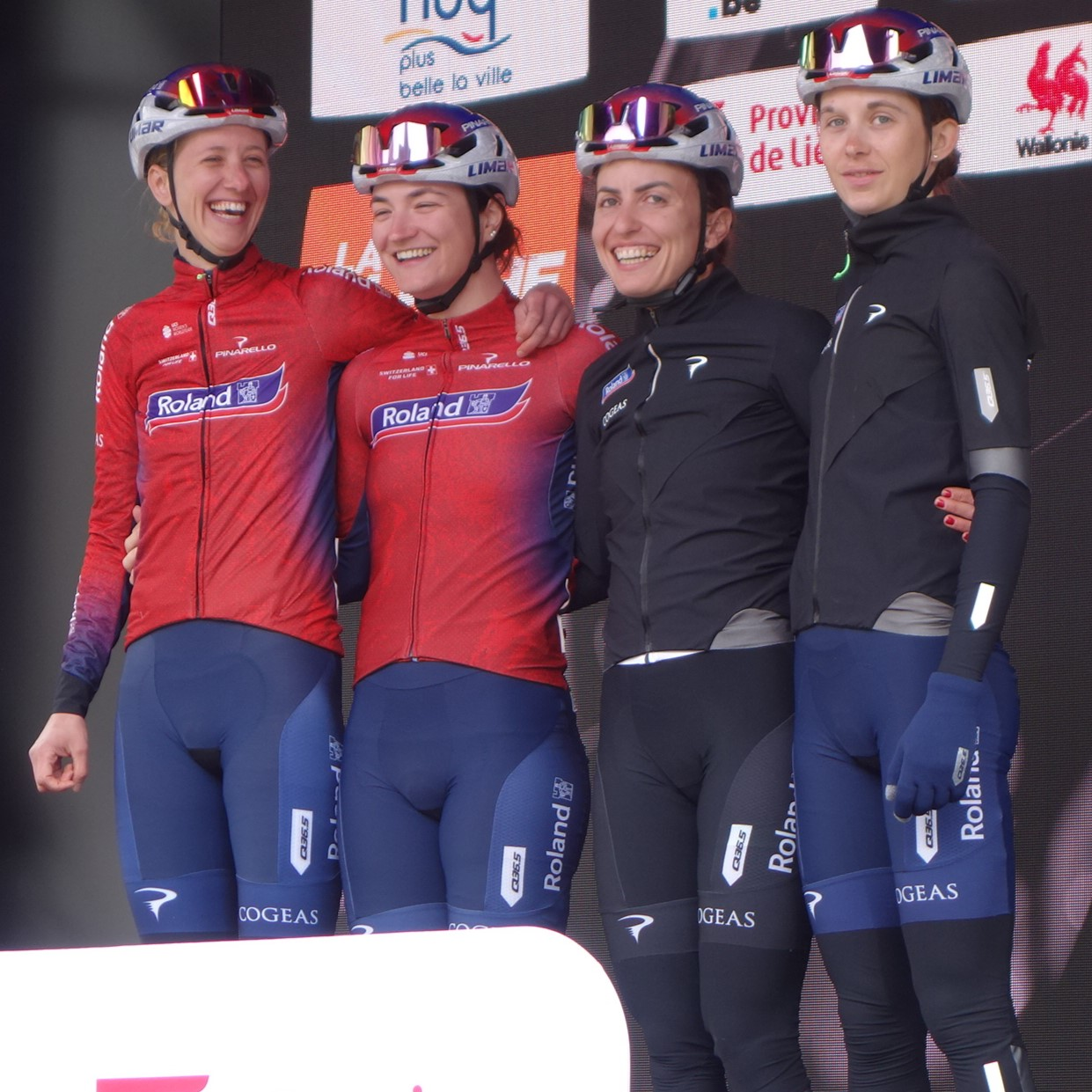
De ploeg in de Waalse Pijl 2024.

| Naam                | Geboortedatum | Nationaliteit       | Ploeg 2023                 |
| ------------------- | ------------- | ------------------- | -------------------------- |
| Antri Christoforou  | 02-04-1992    | Cyprus              | Human Powered Health Women |
| Maggie Coles-Lyster | 12-02-1999    | Canada              |                            |
| Sofia Collinelli    | 24-08-2001    | Italië              |                            |
| Tamara Dronova      | 13-08-1993    | Rusland             |                            |
| Nathalie Eklund     | 28-05-1991    | Zweden              |                            |
| Natalie Grinczer    | 15-11-1993    | Verenigd Koninkrijk | Lifeplus Wahoo             |
| Elena Hartmann      | 12-12-1990    | Zwitserland         |                            |
| Anna Kiesenhofer    | 14-02-1991    | Oostenrijk          |                            |
| Nguyễn Thị Thật     | 06-03-1993    | Vietnam             |                            |
| Elena Pirrone       | 21-02-1999    | Italië              |                            |
| Sylvie Swinkels     | 31-07-2000    | Nederland           | Coop-Hitec Products        |
| Giorgia Vettorello  | 06-07-2000    | Italië              | BePink                     |

### Vertrokken
| Naam               | Geboortedatum | Nationaliteit       | Ploeg 2024                        |
| ------------------ | ------------- | ------------------- | --------------------------------- |
| Caroline Baur      | 17-04-1994    | Zwitserland         | ?                                 |
| Hannah Buch        | 11-09-2002    | Duitsland           | ?                                 |
| Fien Delbaere      | 21-04-1996    | België              | Team Grand Est-Komugi-La Fabrique |
| Mia Griffin        | 30-12-1998    | Ierland             | DAS-Hutchinson-Brother UK         |
| Silvia Magri       | 17-10-2000    | Italië              | Team Grand Est-Komugi-La Fabrique |
| Alice Sharpe       | 03-05-1994    | Ierland             | DAS-Hutchinson-Brother UK         |
| Elizabeth Stannard | 27-05-1997    | Australië           | EF Education-Cannondale           |
| Claire Steels      | 09-11-1986    | Verenigd Koninkrijk | Movistar Team                     |
| Lara Vieceli       | 16-07-1993    | Italië              | Gestopt                           |

## Overwinningen
| Nationale kampioenschappen wielrennen Cyprus - tijdrit: Ántri Christofórou Oostenrijk - tijdrit: Anna Kiesenhofer Oostenrijk - wegrit: Anna Kiesenhofer Zwitserland - tijdrit: Elena Hartmann Zwitserland - wegrit: Elena Hartmann Grand Prix Surf City Ántri Christofórou Grand Prix Presidente Elena Hartmann Ronde van El Salvador Proloog: Elena Hartmann 1e etappe: Elena Hartmann 3e etappe: Tamara Dronova-Balabolina 4e etappe: Tamara Dronova-Balabolina Eindklassement: Elena Hartmann Bergklassement: Elena Hartmann Ploegenklassement: *1) |

*1) Ploeg Ronde van El Salvador: Christofórou, Dronova-Balabolina, Hartmann, Kiesenhofer, Pirrone, Swinkels, Vettorello
AG Insurance-Soudal · Canyon//SRAM · Ceratizit-WNT Pro Cycling · dsm-firmenich PostNL · FDJ-SUEZ · Fenix-Deceuninck · Human Powered Health · Lidl-Trek · Liv AlUla Jayco · Movistar · Roland · SD Worx-Protime · UAE Team ADQ · Uno-X Mobility · Visma|Lease a Bike
2022 · 2023 · 2024 · 2025